# Критерій Дарбіна — Уотсона
Критерій Дарбіна — Уотсона (чи DW-критерій) — статистичний критерій, що використовується для знаходження автокореляції залишків першого порядку регресійної моделі. Критерій названий на честь Джеймса Дарбіна і Джеффрі Уотсона. Критерій Дарбіна — Уотсона розраховується за такою формулою:
де {\displaystyle \rho _{1}} — коефіцієнт автокореляції першого порядку.
У разі відсутності автокореляції помилок {\displaystyle d=2}, при позитивній автокореляції d прямує до нуля, а при негативній прямує до 4:
На практиці застосування критерію Дарбіна — Уотсона засноване на порівнянні величини {\displaystyle d} з теоретичними значеннями {\displaystyle d_{L}} і {\displaystyle d_{U}} для заданого числа спостережень {\displaystyle n}, числа незалежних змінних моделі {\displaystyle k} і рівня значущості {\displaystyle \alpha }.
1. Якщо d < dL, то гіпотеза про незалежність випадкових відхилень відкидається (отже, є присутньою позитивна автокореляція);
2. Якщо d > dU, то гіпотеза не відкидається;
3. Якщо dL < d < dU, то немає достатніх підстав для ухвалення рішень.

Коли розрахункове значення {\displaystyle d} перевищує 2, то з {\displaystyle d_{L}} і {\displaystyle d_{U}} порівнюється не сам коефіцієнт {\displaystyle d}, а вираз {\displaystyle (4-d)}.
Також за допомогою цього критерію виявляють наявність коінтеграції між двома часовими рядами. У цьому випадку перевіряють гіпотезу про те, що фактичне значення критерію дорівнює нулю. За допомогою методу Монте-Карло були набуті критичні значення для заданих рівнів значущості. У разі, якщо фактичне значення критерію Дарбіна — Уотсона перевищує критичне, то нульову гіпотезу про відсутність коінтеграції відкидають.

## Недоліки
1. Непридатний до моделей авторегресії.
2. Не здатний виявляти автокореляцію другого і вищих порядків.
3. Дає достовірні результати тільки для великих вибірок.

## h-критерій Дарбіна
Критерій h Дарбіна застосовується для виявлення автокореляції залишків в моделі з розподіленими лагами:
- де n — число спостережень в моделі;
- V — стандартна помилка лагової результативної змінної.

При збільшенні обсягу вибірки розподіл h -статистики прагне до нормального з нульовим математичним сподіванням і дисперсією, рівною 1. Тому гіпотеза про відсутність автокореляції залишків відкидається, якщо фактичне значення h -статистики виявляється більше, ніж критичне значення нормального розподілу.

## Критерій Дарбіна—Уотсона для панельних даних
Для панельних даних використовується трохи видозмінений критерій Дарбіна — Уотсона :
На відміну від критерію Дарбіна — Уотсона для часових рядів в цьому випадку область невизначеності є дуже вузькою, особливо для панелей з великою кількістю індивідуумів.